# 아토스산의 에프티미오스
아토스산의 에프티미오스(조지아어: ექვთიმე ათონელი 에크브티메 아토넬리)는 유명한 조지아인 철학자, 학자이며, 압하스인 에우피미우스나 성 에프티미오스 조지아인로도 알려져 있다. 동방정교회에서 그의 축일은 5월 13일이다.
요아네 바라즈-바체 촐드바넬리의 아들이며 대 토르니케 에리스타비의 조카이다. 에프티미오스는 콘스탄티노플에 볼모로 잡혀있었으나 풀려난 다음에 아토스산에 있는 아타나시오스의 대 라브라에 입회하여 수사가 됐다. 나중에 그는 조지아인의 이비론 수도원의 지도자가 됐고, 그의 세대의 동방 정교회 최고의 신학자들과 학자들 가운데 한 사람으로 부각되었다. 조지아어, 그리스어와 다른 언어들에 유창한 그는 많은 종교 논문들과 철학 작품들을 번역했다. 그의 주요 업적들 중에는 시브르즈네 발라바리사(발라흐바리의 지혜)의 번역본과, 바를라암과 요사팟의 이야기로 중세 유럽에서 매우 인기있게 된 고타마 부다의 삶에서의 에피소드들의 기독교식 번역본이 있다. 이것들과 동등하게 중요한 것들은 다양한 그리스의 철학, 종교와 법률의 담론들의 조지아어 번역본들을 준비한 에프티미오스의 업적이다.

## 참고
- Theodor Dowling, Sketches of Georgian Church History, Adamant Media Corporation (2003년 10월 9일), ISBN 1-4212-2891-2
- saints.sqpn.com Saint Euthymius the Illuminator